# Liebenfels (gmina)
Liebenfels – gmina targowa w Austrii, w kraju związkowym Karyntia, w powiecie Sankt Veit an der Glan. Według Austriackiego Urzędu Statystycznego liczyła 3265 mieszkańców (1 stycznia 2015).